# 莱茵高 (葡萄酒产区)

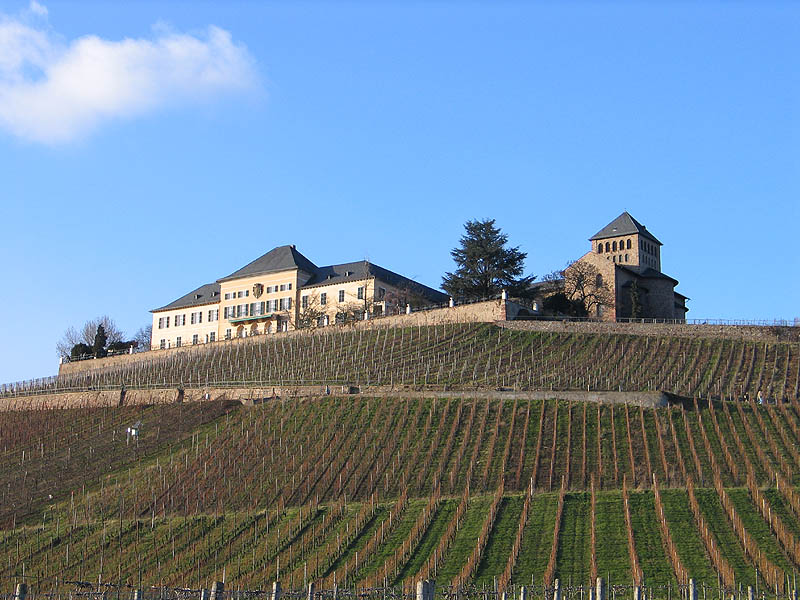
約翰山堡是萊茵高地區乃至整個德国最著名的葡萄園之一

根据德国《葡萄酒法》第三条，莱茵高地区（德語：Rheingau）是德国的十三个优质餐酒（Qualitätswein）出产区之一。葡萄酒产区莱茵高指的是在威斯巴登的西边位于莱茵河和陶努斯山的一条狭长地带，这个地带内莱茵河向西流，陶努斯山坐落在北面。威斯巴登附近Flörsheim到莱茵入河口的的葡萄种植园也属于这个产区。
这个产区一共有种植大约3100公顷葡萄树，其中大部分是雷司令品种。

## 地理位置
作为葡萄酒产区的莱茵高范围大于地理或者历史意义上的莱茵高。莱茵美茵地区包括法兰克福在内。那里也种植有酿酒用葡萄。1980年代，酒用葡萄的种植扩展到莱茵河左岸。
莱茵高地区的种植区有以下：
- 莱茵河畔埃尔特维勒（Eltville am Rhein）
- 法兰克福（Frankfurt am Main）
- 费尔斯贝格（Felsberg）
- 美因河畔弗勒斯海姆（Flörsheim am Main）
- 盖森海姆（Geisenheim）
- 美因河畔霍赫海姆（Hochheim am Main）
- 基德里希（Kiedrich）
- 洛尔希（Lorch am Rhein）
- 厄斯特里希-温克尔（Oestrich-Winkel）
- 莱茵河畔吕德斯海姆（Rüdesheim am Rhein）
- 瓦卢夫（Walluf）
- 威斯巴登（Wiesbaden）

### 气候
莱茵高地区的气候非常温和。部分的原因是因为丘陵的走势和陶努斯林区的庇护：位于山脉少雨的一侧。产生于夜晚的冷空气因山林的阻挡而 因莱茵河在地段向西流淌，此地的光照强烈。
从1971年到2000年气象学上的统计数字为：
- 降雨量: 1年582毫米，植被区361毫米 （测量于Eltville）
- 阳光直射时间：1年1603小时，植被区1272小时 （测量于Geisenheim）
- 一年的气温中值为10,6 °C，植被区15,4 °C（测量于Eltville）

## 种植品种
在莱茵高地区最广泛种植的品种是利絲鈴 （白葡萄酒）。它占据了80%的种植面积和几乎所有的最好的位置。有点特殊的是阿斯曼斯豪森（Assmannshausen）村庄，种植了75公顷的酿红葡萄酒的Spätburgunder，此地阳光充足、葡萄在陡峭的山上生长得特别好。阿斯曼斯豪森是此品种的葡萄全德最大的种植区。
具体来说品种如下：
- 雷司令（Riesling） 78,2 %
- 红葡萄（Spätburgunder） 12,7 %
- 其它白葡萄品种6,2 %
- 其它红葡萄品种2,9 %

每公顷的产出在大约91,8 公升/Hektar
莱茵高产区的葡萄酒因为口感中的酸味结构和复杂的储存而发展出独特的丰满的味道。根据出产年和质量等级干酒也可能等上2到3年才上口。有适当的酸性值为每升6,5到8克。在采摘之后的第一，第二年口味最好。

## 莱茵高地区的葡萄种植历史
莱茵地区的葡萄种植可以追溯到罗马时期。葡萄酒国王Probus（生于232，卒于282）在今天的巴登雾腾堡州和普法州地区都种植有葡萄。不过那时都局限在莱茵河的左岸。那时的莱茵高还没有详细的种植葡萄的记录。很可能是此后流传到该地的。
卡尔大帝给地区驻入新的活力。他从莱茵河的一边英格海姆Pfalz in Ingelheim注意到莱茵河对岸约翰尼斯山上Johannisberg（Schloss Johannisberg）的雪比其它地方早融化。所以他下令在那里开始种植葡萄。在他统治时代，莱茵高地区的葡萄种植有了大发展。最早的约翰尼斯山出产葡萄酒的记录是在公元817年，在瓦洛夫Walluf甚至更早，为公元779年。
那时的约翰尼斯山叫做主教山Bischofsberg，大概来源于一个在美茵茨大主教时期的天主教智者拉巴努斯·莫鲁斯，他是那个时期的大主教，公元850年居留在莱茵高地区的约翰尼斯山，后来死于该地。公元983年奥托二世Ottos II.赠予——历史上叫做Veroneser Schenkung——天主教大主教Mainzer Erzbischofs Willigis莱茵河中部的两岸为其领地，莱茵高地区成为了他的领地。公元1100年，约翰尼斯山再易其主Benediktinermönche des Stiftes St. Alban vor Mainz，天主教的修士在此又建了一座修道院。修道院的教堂于公元1130年落成，在其落成典礼上Johannes dem Täufer，由此产生了约翰尼山Johannisberg这一名称。
也就是这一时期葡萄种植达到鼎盛。那时的种植面积大约是今天的3倍。当时的种植和酿造都是由修道院主持。同时期埃伯巴赫修道院Kloster Eberbach的西妥教Zisterzienser的僧侣更是在此后的一百年间把这一地发展成葡萄酒业的中心。那时的伯爵der Grafen von Katzenelnbogen把埃伯巴赫修道院作为其个人修道院，在他的统治区内免关税，此地的葡萄酒大量而且主要向上游输送。
同一个时期，法兰克福地区不再颁布新的种植令。美茵茨的统治者也只允许优质的高产出的红葡萄品种被种植。伯爵der Grafen von Katzenelnbogen却在种植新的白葡萄品种，也就是雷司令。也就是这一时期（中世纪的晚期）是葡萄酒科学和艺术发展的繁盛时期。当然也是颓废派贵族阶层的精神需求使然，对味蕾的痴迷促使他们寻找更精致的酒。据史料记载，那时莱茵高地区出产的酒就已经是被看中的高品质的酒。伯爵der Grafen von Katzenelnbogen曾于1475年把莱茵高的酒作为奖赏之一让他的幕僚选择。宗教改革的风潮也曾在很长一段时间阻止酒的继续发展。

## 新发现和新品种种植

### 发现迟摘型葡萄酒 （Spätlese） 和贵腐菌
到18世纪时在莱茵高地区迟摘葡萄还不普遍。酒农们害怕葡萄因腐烂而收成落空。故采摘的时间由集体统一规定。
那时约翰尼斯贝格山上的修道院隶属富尔达侯爵辖区，按惯例约翰内斯贝格修道院每年在采摘前派人去富尔达领取采摘许可。有一年发生了意外：公元1775年的信使耽误了行程大约14天，因而延误了采摘时间，致使葡萄过熟。但人们还是不得不采摘了这过熟的葡萄，出人意料的是，用此酿造的葡萄酒让人非常满意。由此，晚熟葡萄酿造法产生，人们认识到过熟的葡萄有利于葡萄酒的酿造，这个发现成就了后来的精品葡萄酒：迟摘葡萄（spätlese）。

### 新品种的培育

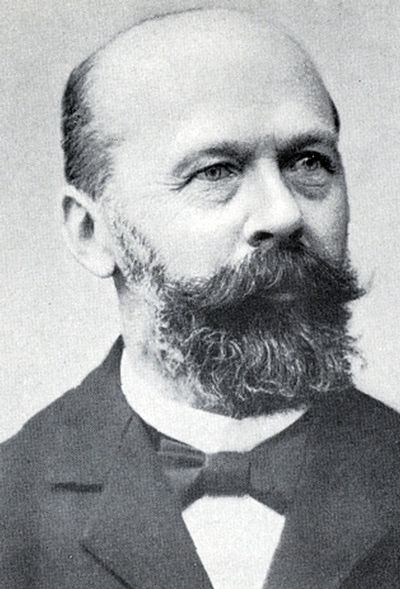
海曼·穆勒：根据他的名字命名的葡萄品种：Müller-Thurgau

1872年在盖森海姆Geisenheim成立了皇家普鲁士水果葡萄种植农学院，今天叫园林和葡萄学院Forschungsanstalt für Garten- und Weinbau。自1972年这个农学院和威斯巴登应用技术大学Fachhochschule Wiesbaden合并，作为其的一个学院，在这里可以学习酿酒技术和生物学。自学院成立以来该校有好几个葡萄酒酿造上的新发现。
公元1882年当时的植物学家，生物学家和教师海曼·穆勒Hermann Müller，培育了葡萄品种Müller-Thurgau。今天这一品种是德国位居第二被种植的品种，在世界范围内种植也比较成功。因这一品种对土壤和气候的要求较低，早成熟，结果率高。 

## 葡萄庄园和酒庄

### 概括
本地区因土质的不同而培育不同口味的葡萄。但顶级的葡萄庄园一定是土壤，阳光，和背风三种因素的组合。
本区大种植园，葡萄酒产地和酒庄见列表：
| 大种植园      | 葡萄酒产地                                                                         | 著名酒庄 |
| ------------- | ---------------------------------------------------------------------------------- | --- |
| Steinmächer   | Eltville， Rauenthal， Martinsthal， Walluf， Schierstein， Frauenstein， Dotzheim | Eltviller Taubenberg, Eltviller Sonnenberg, Rauenthaler Baiken, Rauenthaler Gehrn, Martinsthaler Wildsau, Martinsthaler Rödchen, Wallufer Vitusberg           |
| Steil         | Assmannshausen                                                                     | Assmannshäuser Höllenberg |
| Mehrhölzchen  | Hallgarten                                                                         | Hallgartener Schönhell, Hallgartener Hendelberg |
| Honigberg     | Johannisberg， Winkel， Mittelheim， Erbach                                        | Winkeler Hasensprung, Schloss Vollrads， Erbacher Marcobrunn                                                                                                  |
| Heiligenstock | Kiedrich                                                                           | Kiedricher Klosterberg, Kiedricher Sandgrub, Kiedricher Wasseros, Kiedricher Gräfenberg                                                                       |
| Gottesthal    | Oestrich                                                                           | Oestricher Lenchen, Schloss Reichartshausen |
| Erntebringer  | Geisenheim， Johannisberg, Winkel, Mittelheim                                      | Schloss Johannisberg， Hansenberg, Johannisberger Vogelsang, Winkeler Dachsberg                                                                               |
| Deutelsberg   | Hattenheim                                                                         | Pfaffenberg， Steinberg |
| Daubhaus      | Kostheim， Hochheim， Flörsheim am Main， Wicker， Massenheim                      | Kostheimer Weißerd, Hochheimer Domdechaney, Hochheimer Königin-Victoria-Berg, Wickerer Nonnberg, König-Wilhelmsberg                                           |
| Burgweg       | Lorchhausen, Lorch， Rüdesheim， Geisenheim                                        | Rüdesheimer Berg Roseneck， Rüdesheimer Berg Rottland， Rüdesheimer Berg Schlossberg， Rüdesheimer Drachenstein, Geisenheimer Mönchspfad, Lorcher Pfaffenwies |

威斯巴登和法兰克福地区的葡萄酒产品也属于莱茵高这个产区。虽然在地理意义上这两个城市不属于莱茵高地区，但作为葡萄酒的出产地是统一的。

### 葡萄酒庄园和葡萄酒的市场化
最大的葡萄酒庄市黑森州国立酒庄Hessischen Staatsweingüter，属于自产自销型。其它的254家没有销售部门的小庄园们也组织有7家酒农协会Winzergenossenschaft。还有其它的地区酒农协会。最著名的莱茵高酒庄强强联合，组织了德国酒协会Verband Deutscher Prädikatsweingüter (VDP) 
本区的很多酒庄都拥有长久的历史。除出产葡萄酒外，还有香槟酒。

## 文化谚语
- 席勒Heinrich Heine曾做诗到：如果我有移山之力，那么无论我所到何处，都愿把约翰内斯山带在身旁

## 葡萄酒女王
每年都会在葡萄酒农之间选出葡萄酒女王。这一称呼不仅是对莱茵高地区女性酿酒人美貌的赞美，更是对她所来自的葡萄庄园高品质的葡萄酒的赞美。

## 标注
1. 1 2  Regierungspräsidium Darmstadt, Dezernat Weinbauamt Eltville: Weinbauliche Kenndaten - Rheingau, Stand: 31. Juli 2008 的存檔，存档日期2009-10-06.
2. ↑  Mitgliederverzeichnis des VDP Rheingau 的存檔，存档日期2010-09-22.

## 网络链接
- Hessenrecht: Gesetzliche Definition des bestimmten Anbaugebietes Rheingau
- Regierungspräsidium Darmstadt: Anbauregulierung im Weinbau （页面存档备份，存于）
- Rheingauer Weinbauverband e.V. （页面存档备份，存于）
- Rheingauer Wein